# Sportgemeinschaft 09 Wattenscheid 2001-2002
Questa voce raccoglie le informazioni riguardanti la Sportgemeinschaft 09 Wattenscheid nelle competizioni ufficiali della stagione 2001-2002.

## Stagione
Nella stagione 2001-2002 il Wattenscheid, allenato da Hans Bongartz, concluse il campionato di Regionalliga nord al 4º posto.

## Rosa
| N. |                     | Ruolo | Calciatore        |
| -- | ------------------- | ----- | ----------------- |
| 1  | Germania (bandiera) | P     | Rene Renno        |
| 2  | Germania (bandiera) | D     | Frank Bläker      |
| 3  | Germania (bandiera) | D     | Carsten Baumann   |
| 4  | Germania (bandiera) | D     | Andreas Teichmann |
| 5  | Germania (bandiera) | D     | Uwe Grauer        |
| 6  | Germania (bandiera) | C     | Markus Katriniok  |
| 7  | Ucraina (bandiera)  | A     | Sergej Dikhtiar   |
| 8  | Germania (bandiera) | C     | Andreas Przybilla |
| 9  | Nigeria (bandiera)  | A     | Abdul Iyodo       |
| 10 | Turchia (bandiera)  | C     | Hamit Altıntop    |
| 13 | Germania (bandiera) | D     | Andreas Köster    |
| 14 | Germania (bandiera) | C     | Dennis Lucke      |

| N. |                     | Ruolo | Calciatore        |
| -- | ------------------- | ----- | ----------------- |
| 15 | Germania (bandiera) | D     | Michael Stuckmann |
| 16 | Nigeria (bandiera)  | C     | Bright Ojigwe     |
| 17 | Germania (bandiera) | C     | Marc Bach         |
| 17 | Germania (bandiera) | C     | Sven Lintjens     |
| 18 | Germania (bandiera) | D     | Arthur Matlik     |
| 19 | Turchia (bandiera)  | A     | Halil Altıntop    |
| 20 | Germania (bandiera) | C     | Patrick Nolden    |
| 21 | Germania (bandiera) | P     | Sebastian Butz    |
|    | Germania (bandiera) | D     | Jörg Sobiech      |
|    | Turchia (bandiera)  | C     | Farat Toku        |
|    | Guinea (bandiera)   | A     | Soundiata Gomes   |

## Organigramma societario
Area tecnica
- Allenatore: Hans Bongartz
- Allenatore in seconda:
- Preparatore dei portieri:
- Preparatori atletici:
- Analisi video:

## Calciomercato

### Sessione estiva
| Acquisti | Acquisti        | Acquisti     | Acquisti |
| R.       | Nome            | da           | Modalità |
| -------- | --------------- | ------------ | -------- |
| D        | Samir Balagić   | VfR Mannheim |          |
| D        | Carsten Baumann | LR Ahlen     |          |
| D        | Uwe Grauer      | Ulma         |          |
| P        | Rene Renno      | TeBe Berlino |          |
| D        | Jörg Sobiech    | Chemnitz     |          |

| Cessioni | Cessioni          | Cessioni           | Cessioni |
| R.       | Nome              | a                  | Modalità |
| -------- | ----------------- | ------------------ | -------- |
| D        | Yakubu Adamu      | St. Pauli          |          |
| C        | Marc Bach         | Wattenscheid 09 II |          |
| P        | Christoph Jacob   | Duisburg           |          |
| D        | Thomas Kläsener   | Schalke 04 II      |          |
| C        | Gabriel Melkam    | Karlsruhe          |          |
| A        | Ganiyu Shittu     | Fortuna Düsseldorf |          |
| D        | Stephan Urbainski | Westfalia Herne    |          |

### Sessione invernale
| Acquisti | Acquisti        | Acquisti    | Acquisti |
| R.       | Nome            | da          | Modalità |
| -------- | --------------- | ----------- | -------- |
| A        | Sergej Dikhtiar | Saarbrücken |          |

| Cessioni | Cessioni      | Cessioni | Cessioni |
| R.       | Nome          | a        | Modalità |
| -------- | ------------- | -------- | -------- |
| D        | Samir Balagić | Maribor  |          |

## Risultati

### Regionalliga

#### Girone di andata
| Arbitro: | Gagelmann |

|                     |           |                                                              |
| Jank 72’ Müller 79’ | Marcatori | 3’ Altıntop 21’ (rig.) Bläker 45’, 80’ Lintjens 63’ Altıntop |

| Arbitro: | Gräfe |

|                        |           |  |
| Altıntop 56’ Iyodo 65’ | Marcatori |  |

| Arbitro: | Soltow |

|           |           |                |
| Iyodo 68’ | Marcatori | 6’, 88’ Wittek |

| Arbitro: | Hems |

|                             |           |  |
| Wolf 6’, 48’, 68’ Baich 90’ | Marcatori |  |

| Arbitro: | Hoyzer |

|                                          |           |           |
| Teichmann 11’ Katriniok 49’ Altıntop 88’ | Marcatori | 76’ Meyer |

| Arbitro: | Schriever |

|                           |           |          |
| Dobrý 47’ Zani 74’ (rig.) | Marcatori | 90’ Bach |

| Arbitro: | Fleske |

|                   |           |             |
| Schütte 4’ (aut.) | Marcatori | 54’ Everson |

| Arbitro: | Marks |

|            |           |              |
| Turgut 42’ | Marcatori | 73’ Lintjens |

| Arbitro: | Melms |

|               |           |  |
| Stuckmann 16’ | Marcatori |  |

| Arbitro: | Frank |

|                                                |           |  |
| Mehlhorn 25’, 77’ Meißner 33’, 58’ Tchipev 47’ | Marcatori |  |

| Arbitro: | Hielscher |

|                                       |           |                            |
| Iyodo 10’, 44’, 79’ Altıntop 17’, 81’ | Marcatori | 4’, 83’ Lau 27’, 57’ Ratke |

| Arbitro: | Winkmann |

|  |           |            |
|  | Marcatori | 76’ Grauer |

| Arbitro: | Marks |

|                                            |           |           |
| Lintjens 26’ Altıntop 43’ Iyodo 73’ (rig.) | Marcatori | 87’ Gerov |

| Brema 28 ottobre 2001, ore 14:00 CEST 14ª giornata | Werder Brema II | 0 – 0 referto | Wattenscheid 09 | Weserstadion - Platz 11 (500 spett.)\| Arbitro: \| Otte \| |
| Arbitro:                                           | Otte            |               |                 |                                                            |

| Arbitro: | Grabanowski |

|             |           |  |
| Lintjens 2’ | Marcatori |  |

| Kiel 11 novembre 2001, ore 14:30 CET 16ª giornata | Holstein Kiel | 0 – 0 referto | Wattenscheid 09 | Holstein-Stadion (1 703 spett.)\| Arbitro: \| Schößling \| |
| Arbitro:                                          | Schößling     |               |                 |                                                            |

| Arbitro: | Jauch |

|            |           |                |
| Grauer 67’ | Marcatori | 32’ Weetendorf |

#### Girone di ritorno
| Arbitro: | Winkmann |

|                   |           |            |
| Lintjens 70’, 90’ | Marcatori | 12’ Müller |

| Arbitro: | Fleske |

|                    |           |  |
| Baumann 13’ (aut.) | Marcatori |  |

| Arbitro: | Grudzinski |

|          |           |                                            |
| Daun 71’ | Marcatori | 6’, 45’, 90’ Katriniok 48’ (rig.) Lintjens |

| Arbitro: | Aust |

|  |           |                    |
|  | Marcatori | 23’ Bonan 48’ Koen |

| Arbitro: | Margenberg |

|                |           |                                               |
| Milde 28’, 52’ | Marcatori | 13’ Lintjens 23’, 88’ Katriniok 30’ Stuckmann |

| Arbitro: | Schriever |

|  |           |           |
|  | Marcatori | 44’ Dobrý |

| Arbitro: | Jansen |

|                               |           |              |
| Stuckmann 8’ (aut.) Ukrow 22’ | Marcatori | 15’ Lintjens |

| Arbitro: | Margenberg |

|                                                   |           |                                       |
| Altıntop 20’ Iyodo 25’, 47’, 72’ Arens 30’ (aut.) | Marcatori | 15’ Bärwolf 63’ (rig.), 82’ Scharping |

| Arbitro: | Otte |

|                            |           |                                           |
| Nouri 67’ (rig.) Fiore 77’ | Marcatori | 35’, 87’ Iyodo 71’ Altıntop 90’ Katriniok |

| Arbitro: | Voss |

|                                         |           |  |
| Stuckmann 16’ Altıntop 77’ Altıntop 84’ | Marcatori |  |

| Arbitro: | Anklam |

|             |           |                                   |
| Beuchel 62’ | Marcatori | 19’ Katriniok 33’ (rig.) Altıntop |

| Arbitro: | Bley |

|              |           |               |
| Altıntop 12’ | Marcatori | 65’ Daskewitz |

| Arbitro: | Weiner |

|                                |           |                                   |
| Glöden 7’ Sağlık 33’ Gerov 71’ | Marcatori | 66’ Katriniok 86’ (rig.) Altıntop |

| Arbitro: | Stachowiak |

|                        |           |                         |
| Lintjens 27’ Iyodo 79’ | Marcatori | 88’ (rig.) Schierenbeck |

| Arbitro: | Gagelmann |

|                         |           |                |
| Winter 29’ Castilla 39’ | Marcatori | 48’, 60’ Iyodo |

| Arbitro: | Czech |

|                                             |           |                     |
| Altıntop 48’, 52’, 63’ Nolden 55’ Iyodo 72’ | Marcatori | 40’ Rose 53’ Rohwer |

| Arbitro: | Weber |

|                             |           |              |
| Weetendorf 40’ Piorunek 90’ | Marcatori | 36’ Altıntop |

## Statistiche

### Statistiche di squadra
| Competizione      | Punti | In casa | In casa | In casa | In casa | In casa | In casa | In trasferta | In trasferta | In trasferta | In trasferta | In trasferta | In trasferta | Totale | Totale | Totale | Totale | Totale | Totale | DR  |
| Competizione      | Punti | G       | V       | N       | P       | Gf      | Gs      | G            | V            | N            | P            | Gf           | Gs           | G      | V      | N      | P      | Gf     | Gs     | DR  |
| ----------------- | ----- | ------- | ------- | ------- | ------- | ------- | ------- | ------------ | ------------ | ------------ | ------------ | ------------ | ------------ | ------ | ------ | ------ | ------ | ------ | ------ | --- |
| Regionalliga nord | 58    | 17      | 11      | 3       | 3       | 36      | 21      | 17           | 6            | 4            | 7            | 28           | 30           | 34     | 17     | 7      | 10     | 64     | 51     | +13 |
| Totale            | 58    | 17      | 11      | 3       | 3       | 36      | 21      | 17           | 6            | 4            | 7            | 28           | 30           | 34     | 17     | 7      | 10     | 64     | 51     | +13 |

### Andamento in campionato
| Giornata  | 1 | 2 | 3 | 4 | 5 | 6 | 7 | 8 | 9 | 10 | 11 | 12 | 13 | 14 | 15 | 16 | 17 | 18 | 19 | 20 | 21 | 22 | 23 | 24 | 25 | 26 | 27 | 28 | 29 | 30 | 31 | 32 | 33 | 34 |
| --------- | - | - | - | - | - | - | - | - | - | -- | -- | -- | -- | -- | -- | -- | -- | -- | -- | -- | -- | -- | -- | -- | -- | -- | -- | -- | -- | -- | -- | -- | -- | -- |
| Luogo     | T | C | C | T | C | T | C | T | C | T  | C  | T  | C  | T  | C  | T  | C  | C  | T  | T  | C  | T  | C  | T  | C  | T  | C  | T  | C  | T  | C  | T  | C  | T  |
| Risultato | V | V | P | P | V | P | N | N | V | P  | V  | V  | V  | N  | V  | N  | N  | V  | P  | V  | P  | V  | P  | P  | V  | V  | V  | V  | N  | P  | V  | N  | V  | P  |
| Posizione | 3 | 1 | 3 | 7 | 5 | 8 | 7 | 7 | 6 | 9  | 6  | 4  | 4  | 4  | 4  | 5  | 6  | 6  | 6  | 6  | 6  | 6  | 6  | 6  | 6  | 5  | 5  | 4  | 4  | 4  | 4  | 4  | 4  | 4  |

Legenda:

Luogo: C = Casa; T = Trasferta. Risultato: V = Vittoria; N = Pareggio; P = Sconfitta.

### Statistiche dei giocatori
| H. Altıntop  | 34 | 14 | 2 | 0 |
| H. Altıntop  | 31 | 4  | 3 | 0 |
| M. Bach      | 20 | 1  | 2 | 0 |
| S. Balagić   | 8  | 0  | 1 | 0 |
| C. Baumann   | 33 | 0  | 9 | 0 |
| F. Bläker    | 18 | 1  | 2 | 1 |
| S. Butz      | 0  | 0  | 0 | 0 |
| S. Dikhtiar  | 13 | 0  | 2 | 0 |
| S. Gomes     | 0  | 0  | 0 | 0 |
| U. Grauer    | 33 | 2  | 7 | 0 |
| A. Iyodo     | 33 | 15 | 2 | 0 |
| M. Katriniok | 29 | 9  | 4 | 0 |
| A. Köster    | 7  | 0  | 0 | 0 |
| S. Lintjens  | 25 | 11 | 5 | 0 |
| D. Lucke     | 0  | 0  | 0 | 0 |
| A. Matlik    | 15 | 0  | 2 | 0 |
| P. Nolden    | 20 | 1  | 1 | 0 |
| B. Ojigwe    | 3  | 0  | 0 | 0 |
| A. Przybilla | 7  | 0  | 3 | 0 |
| R. Renno     | 34 | 0  | 0 | 0 |
| J. Sobiech   | 18 | 0  | 1 | 0 |
| M. Stuckmann | 33 | 3  | 7 | 0 |
| A. Teichmann | 30 | 1  | 6 | 0 |
| F. Toku      | 0  | 0  | 0 | 0 |